# جون ألم
جون ألم (بالسويدية: Johan Alm)‏ هو لاعب هوكي الجليد سويدي، ولد في 28 يناير 1992 في سكيلفتيا في السويد.

## وصلات خارجية
- جون ألم على موقع دوري الهوكي الوطني (الإنجليزية)
- جون ألم على موقع EliteProspects.com (الإنجليزية)
- جون ألم على موقع HockeyDB.com (الإنجليزية)